# 源光寺 (堺市北区)
源光寺（げんこうじ）は、大阪府堺市北区南花田町にある浄土真宗本願寺派の寺院。山号は紫雲山。

## 交通
- Osaka Metro 御堂筋線 新金岡駅より徒歩15分。
- Osaka Metro 御堂筋線 北花田駅より徒歩20分。
- 南海バス 布忍線 南花田町バス停より徒歩10分。